# Садыков, Тохир Бахрамджанович
Тохир Бахрамджанович Садыков (узб. Tohir Bahromjonovich Sodiqov) (1 июля 1973, Ташкент) — советский и узбекский поп-рок музыкант, автор песен и актёр. Заслуженный артист Узбекистана. Основатель и лидер поп-рок группы «Болалар», в которой поёт, играет на гитаре и являлся автором песен. Кроме этого, снялся в нескольких фильмах.